# Deklaracja Narodów Zjednoczonych
Deklaracja Narodów Zjednoczonych ang. Declaration by the United Nations (Deklaracja waszyngtońska) – deklaracja podpisana 1 stycznia 1942 roku przez przedstawicieli 26 państw w Waszyngtonie; była następnym po Karcie Atlantyckiej dokumentem poprzedzającym utworzenie ONZ; zobowiązywała się do walki z państwami faszystowskimi i niezawierania z nimi odrębnego rozejmu ani pokoju. Głosiła też, że państwa te użyją wszystkich sił oraz potencjału gospodarczego i politycznego w walce z hitleryzmem. Deklaracja była pierwszym oficjalnym dokumentem, w którym pojawiło się zaproponowane przez Franklina D. Roosevelta określenie Narody Zjednoczone. Następnie do Deklaracji przystąpiło 19 państw. Zarejestrowana w Sekretariacie Ligi Narodów 29 października 1942.
W imieniu Polski Deklarację podpisał polski ambasador w Waszyngtonie Jan Ciechanowski.
Na Deklarację powołuje się Karta ONZ w art. 3 : Pierwotnymi członkami Organizacji Narodów Zjednoczonych są państwa, które wziąwszy udział w Konferencji Narodów Zjednoczonych w sprawie Organizacji Międzynarodowej w San Francisco bądź podpisawszy uprzednio Deklarację Narodów Zjednoczonych z 1 stycznia 1942 r., podpisały i ratyfikowały niniejszą Kartę zgodnie z artykułem 110.